# 崇禅寺 (出羽国)
崇禅寺（すうぜんじ）は、かつて出羽国にあった臨済宗の寺院である。十刹に列せられた。

## 歴史

### 臨済宗十刹
春屋妙葩を開山とする。正確な所在地も明らかになっていない。